# پربوروو
پربوروو (به چکی: Přeborov) یک منطقهٔ مسکونی در جمهوری چک است که در ناحیه پیسک واقع شده‌است. پربوروو ۴٫۴۳ کیلومتر مربع مساحت و ۱۳۴ نفر جمعیت دارد و ۴۸۰ متر بالاتر از سطح دریا واقع شده‌است.

## نگارخانه

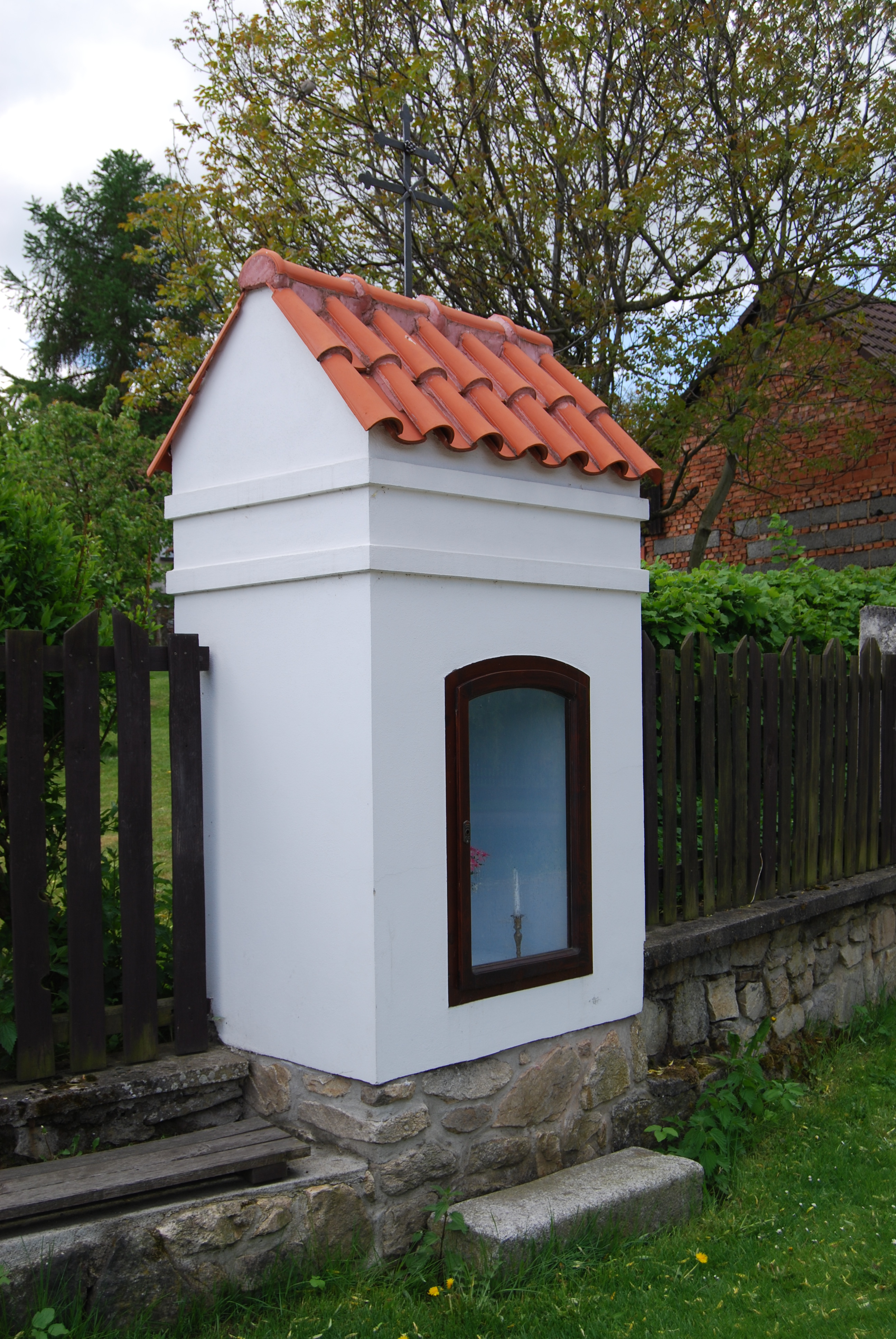
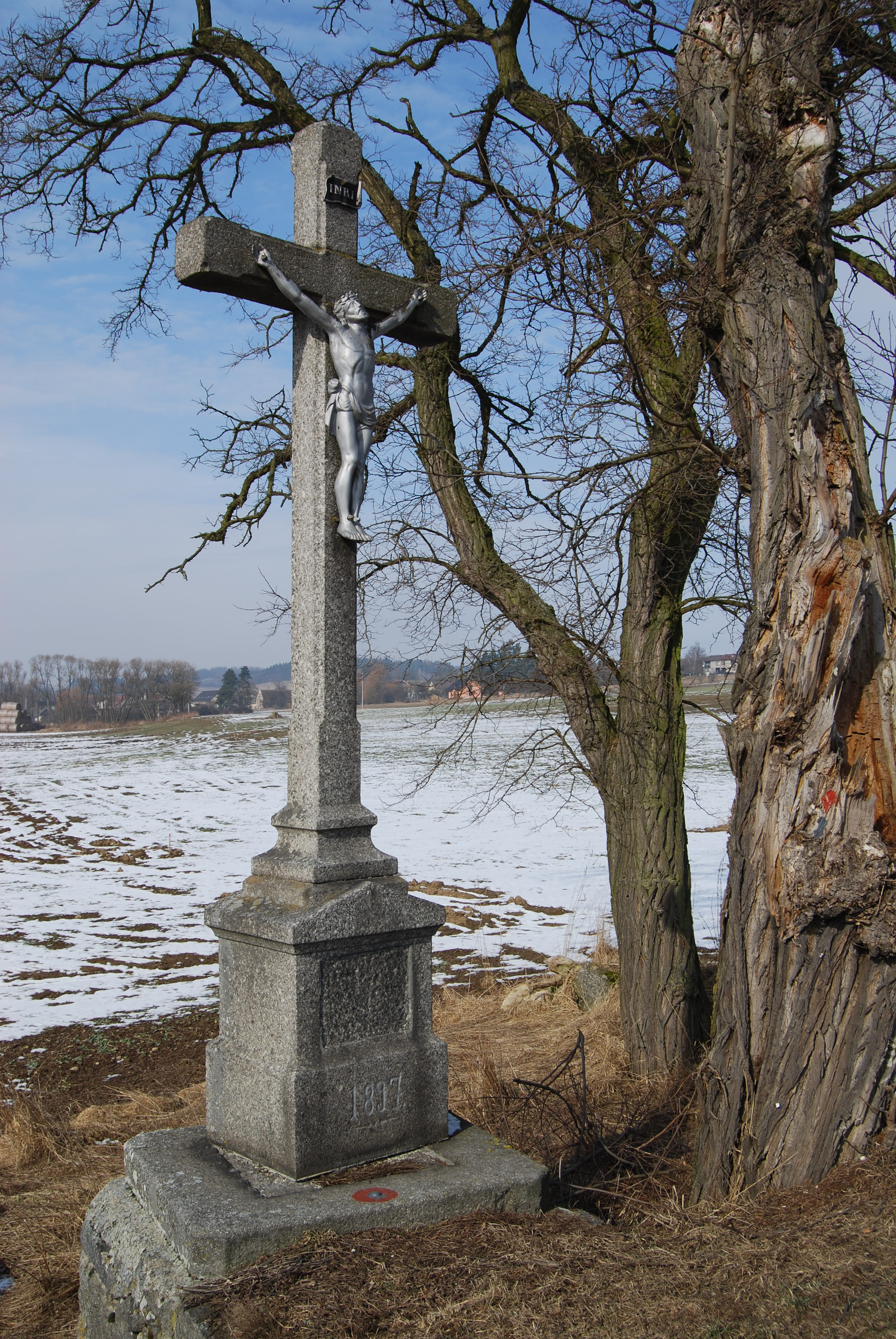
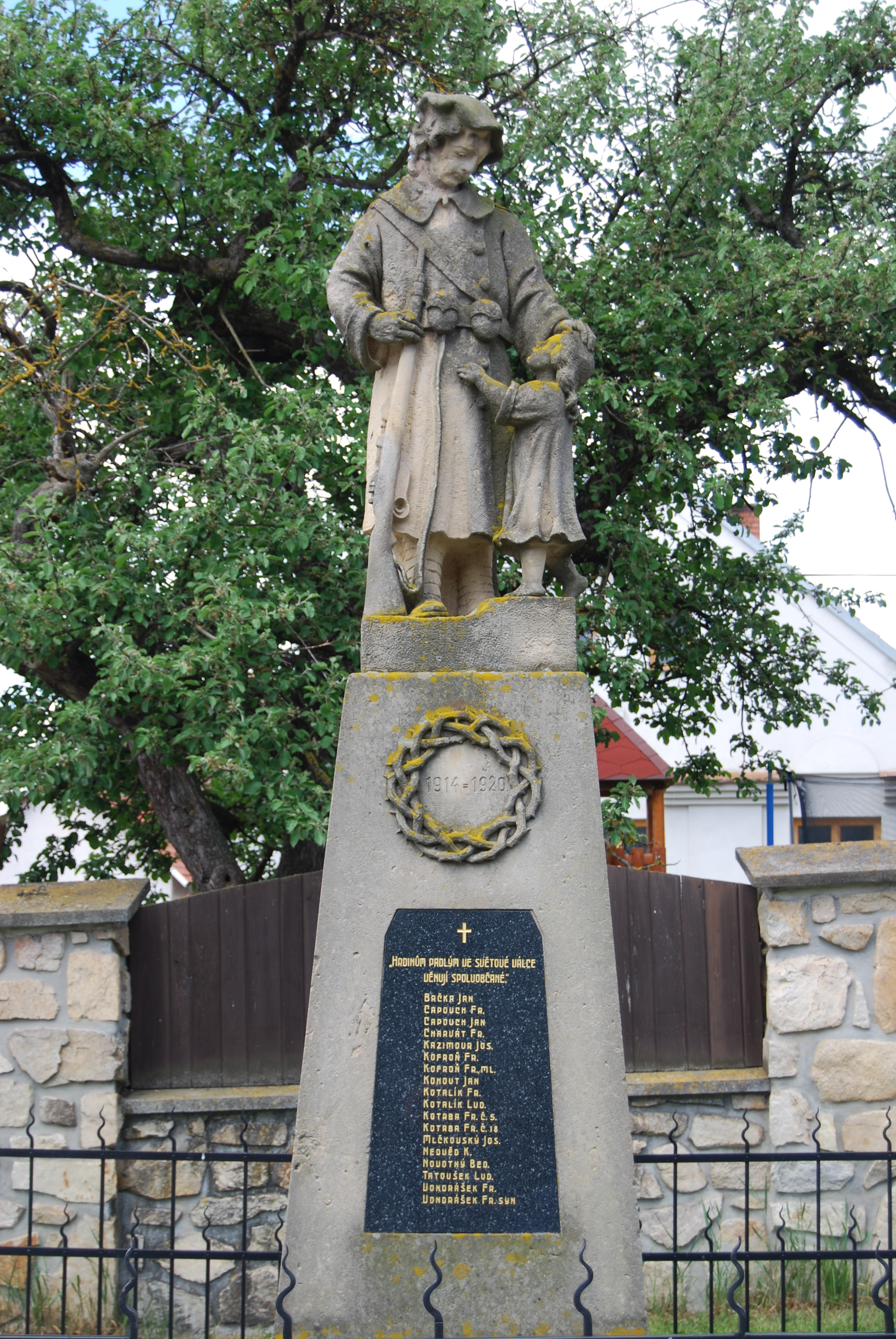
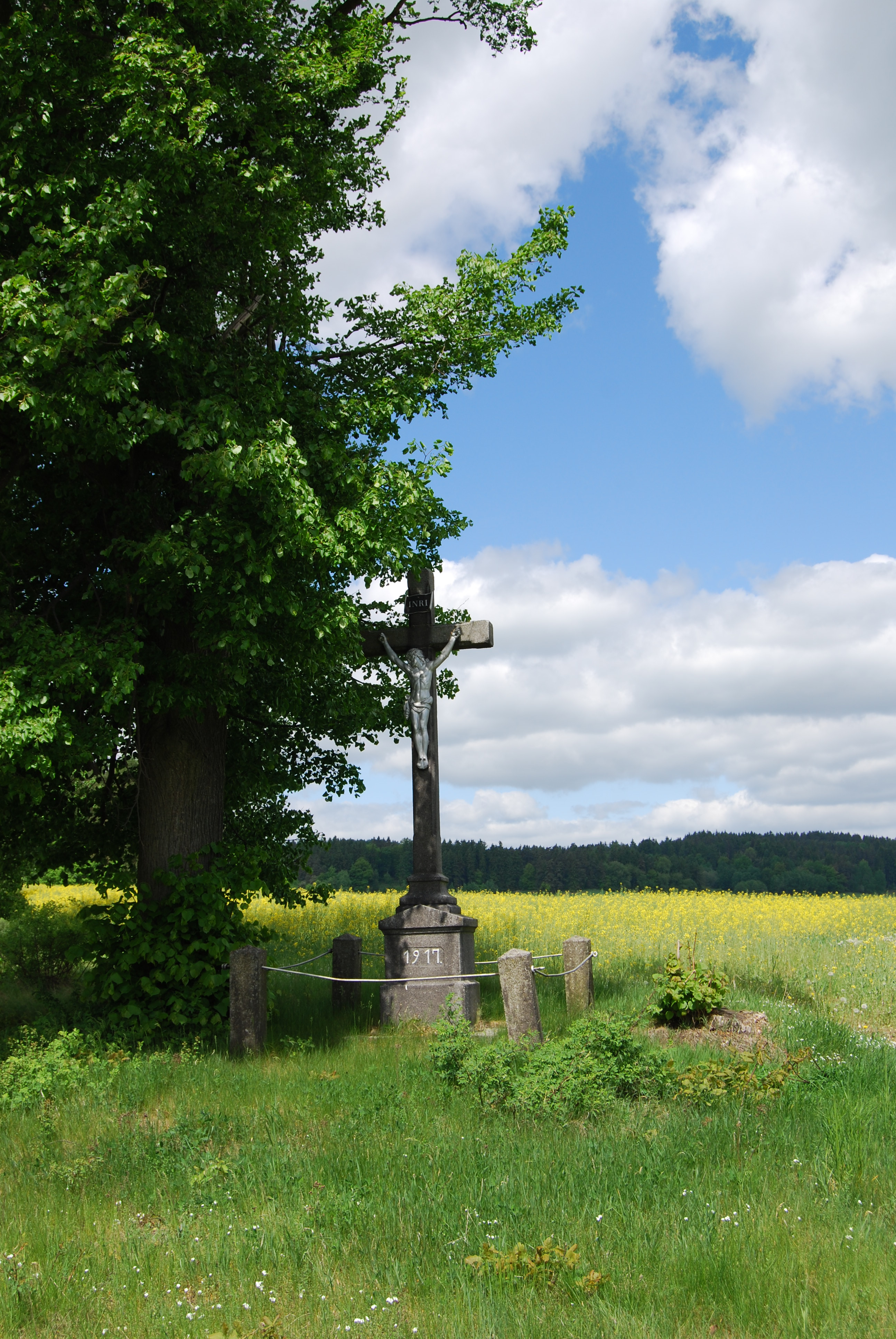
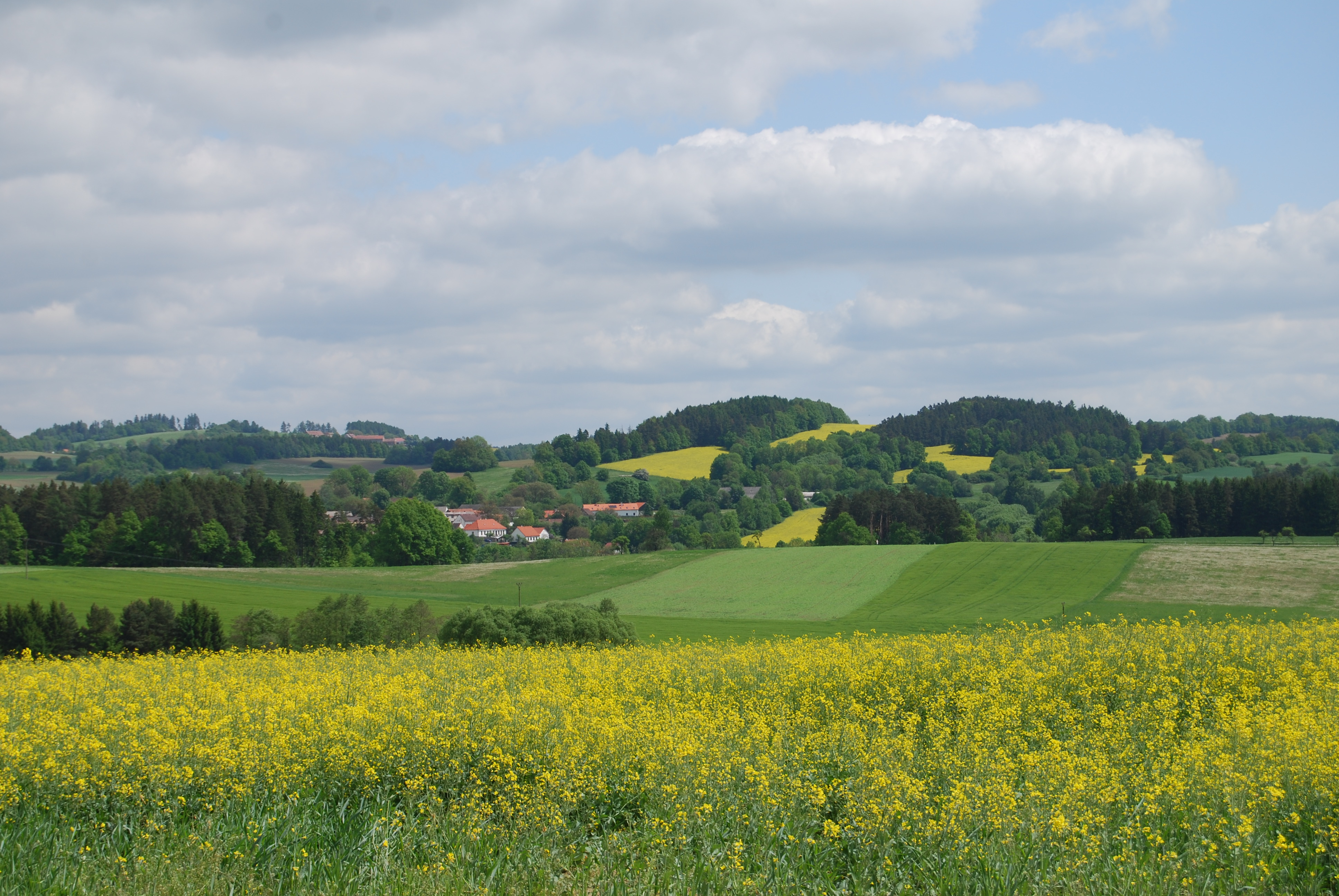